# 片江村
片江村（かたえむら）は、島根県八束郡にあった村。現在の松江市美保関町片江、美保関町菅浦、美保関町七類、美保関町諸喰にあたる。

## 地理
- 海洋：日本海[1]
- 半島：島根半島[1]

## 歴史
- 1889年（明治22年）4月1日、町村制の施行により、島根郡片江浦、菅浦、七類浦、諸喰浦が合併して村制施行し、片江村が発足[1][2]。
- 1896年（明治29年）4月1日、郡の統合により八束郡に所属[2]。
- 1955年（昭和30年）4月13日、八束郡千酌村、森山村、美保関町と合併して美保関町が存続し廃止[1][2]。

### 地名の由来
『出雲国風土記』に、「須佐能袁命（スサノオ）の御子、国忍別命（くにおしわけのみこと）詔りたまいしく、『吾が敷き坐す地（くに）は、国形宜し』とのりたまいき、故、方結と言う」と記されていることから。

## 産業
- 漁業、農業[1]。遠洋漁業の基地であった[1]。